# Мерианедж
Мериане́дж, или Мерджа́н, или Мерджана́ (перс. مريانج‎) — небольшой город на западе Ирана, в провинции Хамадан. Входит в состав шахрестана  Хамадан и является северо-западным пригородом его одноимённого центра. На 2006 год население составляло 9 442 человека; в национальном составе преобладают луры и персы, в конфессиональном — мусульмане-шииты.

## География
Город находится в центральной части Хамадана, в горной местности, на высоте 1 778 метров над уровнем моря.
Мерианедж расположен на расстоянии приблизительно 2—3 километров к северо-западу от Хамадана, административного центра провинции и на расстоянии 270 километров к юго-западу от Тегерана, столицы страны.